# Chaetoria aurifrons
Chaetoria aurifrons är en tvåvingeart som först beskrevs av Mario Bezzi och Lamb 1926.  Chaetoria aurifrons ingår i släktet Chaetoria och familjen parasitflugor. Inga underarter finns listade i Catalogue of Life.